# جو بل (بازیکن فوتبال، زاده ۱۹۹۹)
جو بل (انگلیسی: Joe Bell؛ زادهٔ ۲۷ آوریل ۱۹۹۹) بازیکن فوتبال اهل نیوزیلند است.
از باشگاه‌هایی که در آن بازی کرده‌است می‌توان به باشگاه فوتبال وایکینگ اشاره کرد.
وی همچنین در تیم‌های ملی فوتبال New Zealand national under-17 football team, New Zealand national under-20 football team، و نیوزیلند بازی کرده‌است.